# Frank (keresztnév)
A Frank germán eredetű név, mely a frankok törzsének nevéből származik. Női párja: Franka

## Gyakorisága
Az 1990-es években szórványos név, a 2000-es években nem szerepel a 100 leggyakoribb férfinév között.

## Névnapok
ajánlott névnap
- október 4.[2]

## Híres Frankok
- Frank Lampard
- Frank Wedekind
- Frank Zappa
- Frank Iero